# GThumb
gThumb — свободная компьютерная программа для просмотра, редактирования и упорядочивания (каталогизации) коллекции файлов графических форматов и видеофайлов в Linux и других UNIX-подобных операционных системах.

## Функции
- Импортирование файлов из каталога или фотокамеры с последующей каталогизацией (сортировкой по подпапкам по дате создания снимков).
- Поиск дубликатов изображений.
- Просмотр изображений форматов BMP, JPEG, GIF, PNG, TIFF, ICO, XPM.
- Просмотр метаданных EXIF (только для JPEG), а также гистограммы изображения.
- Редактирование изображений и сохранение в форматы JPEG, PNG, TIFF, TGA. Имеется пакетная обработка (поворот, переименование, масштабирование, обрезка и так далее).
- Создание и работа с веб-альбомами.
- Автоматический просмотр фотографий в режиме слайд-шоу.